# Tanah Datar (Rengat Barat)
Tanah Datar is een bestuurslaag in het regentschap Indragiri Hulu van de provincie Riau, Indonesië. Tanah Datar telt 2378 inwoners (volkstelling 2010).